# 부활: 그 증거
"부활: 그 증거"(Stigma)는 한국에서 제작된 김상철 감독의 2020년 다큐멘터리 영화이다. "제자,옥한흠","잊혀진가방","중독" 등 한국에서 기독교영화를 전문으로 제작하는 파이오니아21의 작품이다. 이 작품은 2019년 12월 25일 MBC에서 성탄특집다큐 "부활"이라는 이름으로 방영되었고, 극장 개봉판인 "부활:그 증거"는 방영된 방송분량의 80% 이상을 보강 촬영하여 제작된 작품이다. 2021년 한국에서 개봉된 종교 다큐멘터리 중 가장 많은 관객이 찾았다.

## 출연

### 주연
- 권오중
- 이성혜
- 이용규
- 이어령
- 천정은

## 기타
- 글. 구성: 김상철
- 구성: 천영순
- 촬영부: 김한국. 임동익. 한경석
- 조명: 김두일
- 조감독: 이현철
- 믹싱. 사운드: 정대진
- 믹싱: 김대훈. 박정수
- 음악감독: 채수현
- 작곡: 임호
- 작곡: 서장원
- 작곡: 양희윤
- 노래: 유신애
- 시각효과: 손성배
- 항공촬영: 김상철
- 항공촬영: 이현철
- 항공촬영: 다니엘 드팍
- 내레이션: 김상현